# Шопино (Жуковський район)
Шопино (рос. Шопино) — присілок в Жуковському районі Калузької області Російської Федерації.
Населення становить 24 особи. Входить до складу муніципального утворення Село Троїцьке.

## Історія
Від 2004 року входить до складу муніципального утворення Село Троїцьке

## Населення
| 2002 | 2010 |
| ---- | ---- |
| 10   | ↗24  |